# Îles Ioniennes (périphérie)
Pour les articles homonymes, voir Îles Ioniennes.
Les îles Ioniennes (en grec moderne : Περιφέρεια Ιονίων Νήσων) sont une périphérie de Grèce qui regroupe six des principales îles de l’archipel qui lui donne son nom, les six qui sont au large de la côte occidentale du pays : Corfou, Paxos, Ithaque, Céphalonie, Leucade et Zante. L’île de Cythère, bien que faisant partie de l'Heptanèse, est rattachée à la périphérie de l'Attique.
Cette périphérie est divisée en cinq districts régionaux :
- Céphalonie ;
- Corfou ;
- Ithaque ;
- Leucade ;
- Zante.

Depuis le programme Kallikratis de 2011, cette région fait également partie du Diocèse décentralisé du Péloponnèse-Grèce occidentale-Îles Ioniennes.